# Kvildský potok
Kvildský potok (s délkou 3,2 km až 4,8 km) je nejvýznamnějším levostranným přítokem horního toku Teplé Vltavy v blízkém okolí Kvildy, zatímco těmi pravostrannými přítoky jsou (rovněž v kvildské oblasti) Lesní potok a potok Bučina (3,9 km). Kvildský potok odvodňuje velkou část Jezerní slatě, která se nachází mezi obcemi Kvilda a Horská Kvilda. Zatímco menší část vody (cca 15 procent) z tohoto vrchovištního rašeliniště rozvodnicového typu odvádí Hamerský potok do řeky Vydry, tak větší část (cca 85 procent) slatinné vody odtéká Kvildským potokem do řeky Vltavy. Prakticky celý jeho krátký tok se pohybuje v nadmořské výšce kolem 1060 metrů nad mořem.

## Podrobněji
Kvildský potok začíná svoji existenci v jižní části Jezerní slatě. Pomalý tok rašeliništní vody s nahnědlou barvou pokračuje mrazovou kotlinou do těsné blízkosti meteorologické stanice Perla odkud se meandrovitě vine Kvildskými pláněmi, protéká souběžně s územím přírodní památky Kvilda – Pod políčky a pokračuje přibližně jižním směrem k obci Kvilda. Na severním okraji obce se přibližuje k parkovišti, podtéká pod mostem silnici spojující Kvildu s Horskou Kvildou a jeho voda slouží k napájení velké a malé nádrže místního koupaliště. Během své poutě Kvildský potok ještě přibírá několik malých a nepříliš vydatných potůčků, jež stékají ze svahů kvildských jedenáctistovek – vrchů Lapka (1 171 m n. m.) a Orel (1 182 m n. m.). Jeho tok pokrčuje dále směrem na jih poněkud mimo obec podmáčenými potočními nivami po západním a jihozápadním úpatí hory Orel (1 182 m n. m.), aby se (zhruba po necelém jednom kilometru) přiblížil opět k silnici. Tuto silnici spojující Kvildu s obcí Borová Lada Kvildský potok podtéká pod silničním mostkem a po cca 25 metrech – na jižním okraji Vilémova na vltavském říčním kilometru 424,1 (počítáno od ústí k pramenu) končí svoji existenci tím, že se vlévá zleva do Teplé Vltavy.

## Flora a fauna
Na březích Kvildského potoka rostou společenství rostlin typických pro krajinu potočních niv: mléčivec alpský, kamzičník rakouský, oměj šalamounek nebo některé druhy pcháčů. Ze zástupců fauny je zde k vidění: skokan hnědý, ropucha obecná, čolek horský; na jaře pak: kos horský, křivka obecná či datlík tříprstý. Na prosluněných partiích kolem Kvildského potoka možno spatřit užovku obojkovou, zmiji obecnou, slepýše křehkého nebo ještěrku živorodou.

## Fotogalerie

Před Kvildou
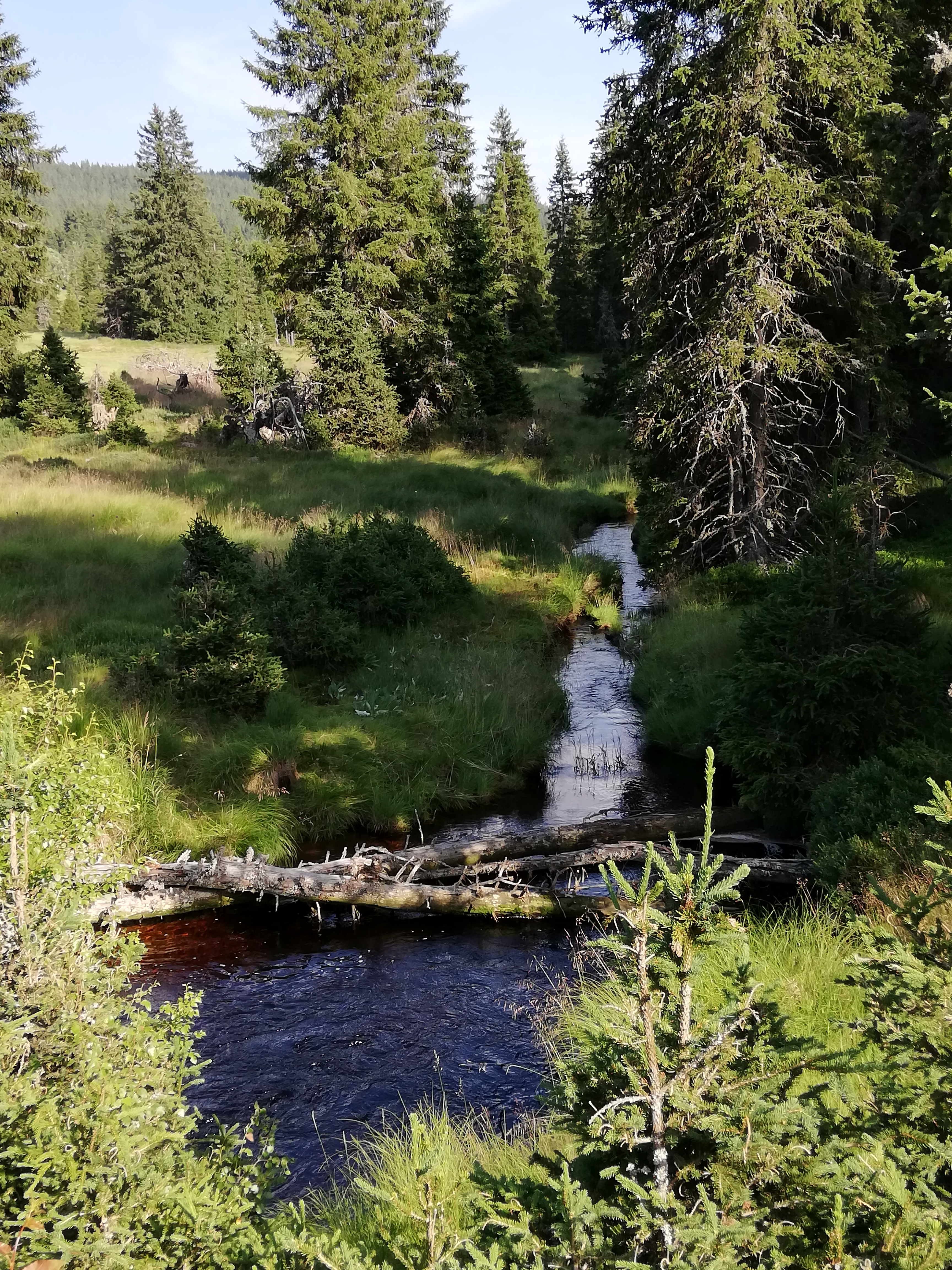
Pohled z mostku u meteo–stanice Perla pod Jezerní slatí (2021)
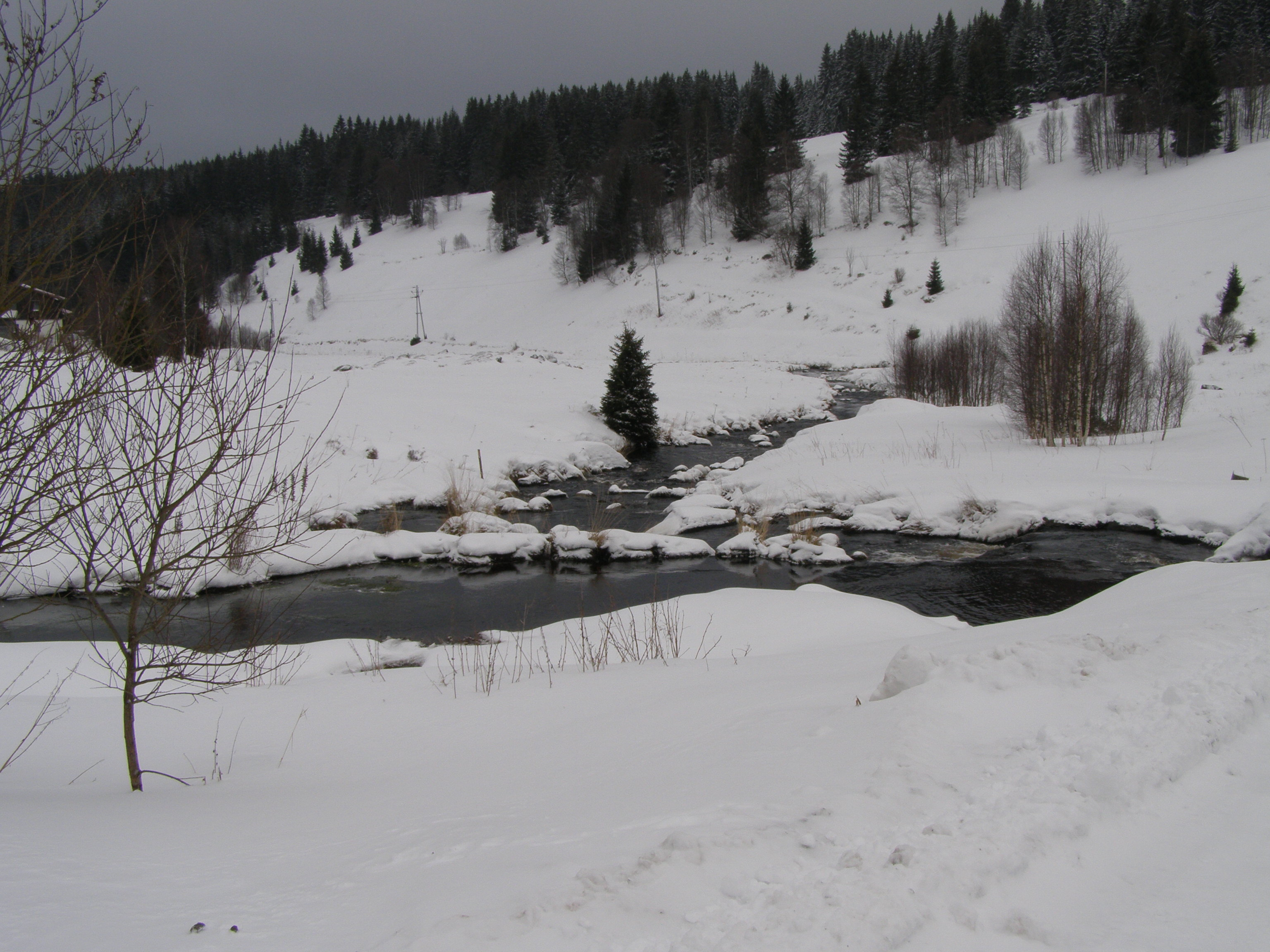
Meandry Kvildského potoka na pláních před Kvildou (2011)
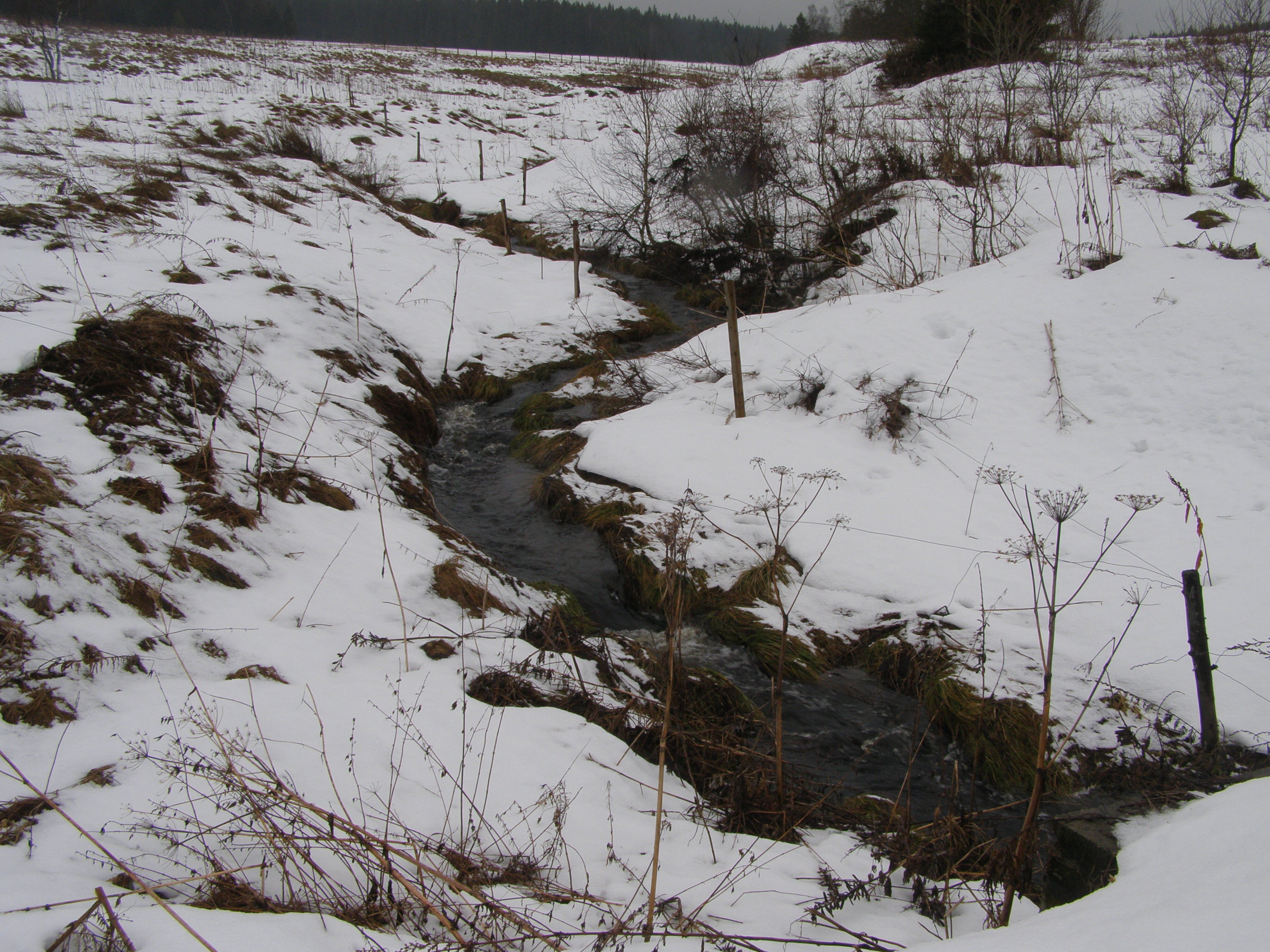
Meandry Kvildského potoka na pláních před Kvildou (2012)
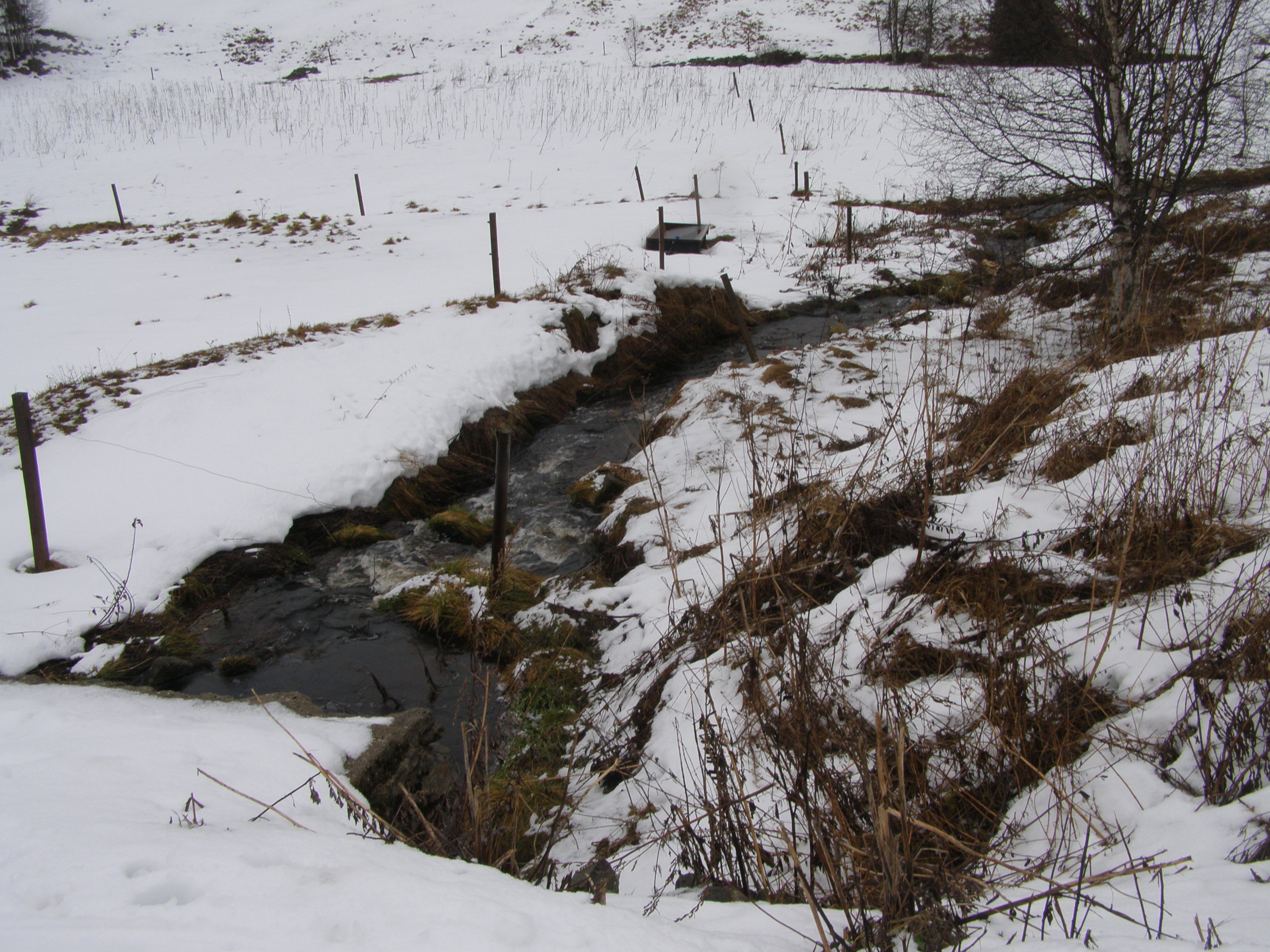
Kvildský potok se jen těžce probíjí sněhovými závějemi. (2012)
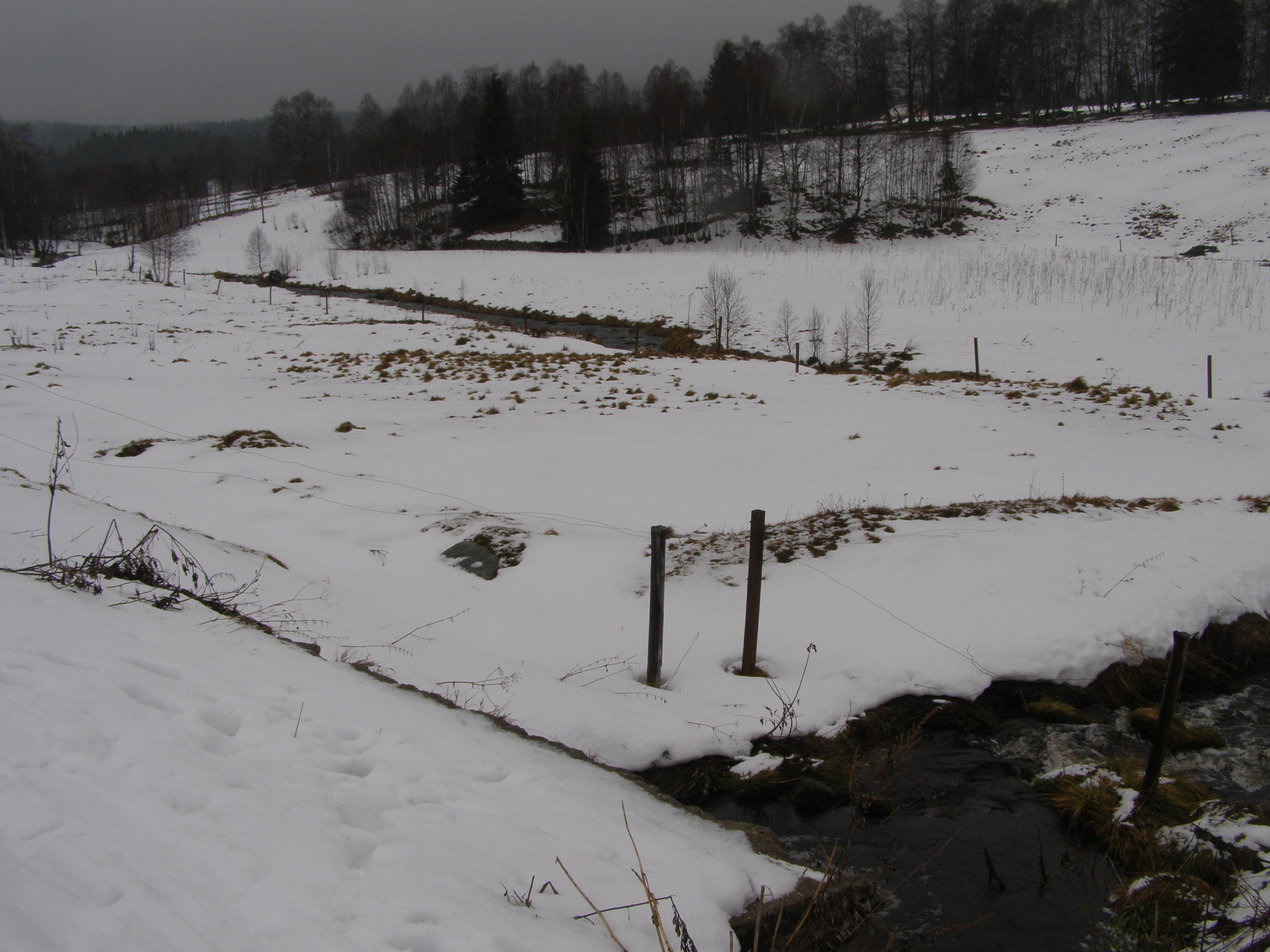
Kvildský potok poblíž autobusové zastávky „Kvilda, most“ na severním okraji obce. (2012)
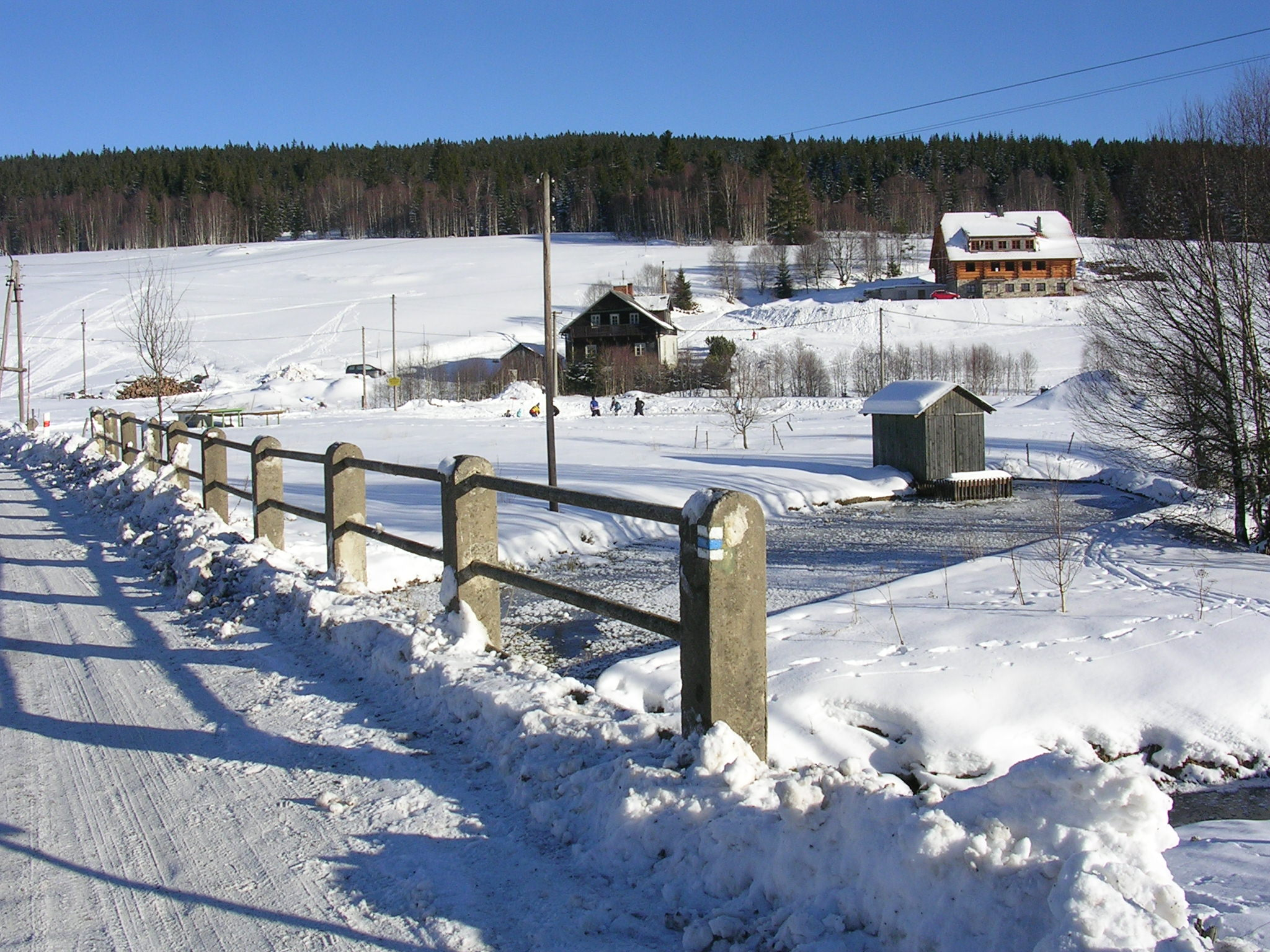
Pohled od mostu přes Kvildský potok poblíž autobusové zastávky „Kvilda, most“ směrem k vrchu Orel (1 181 m n. m.) (2008)

Soutok s Teplou Vltavou
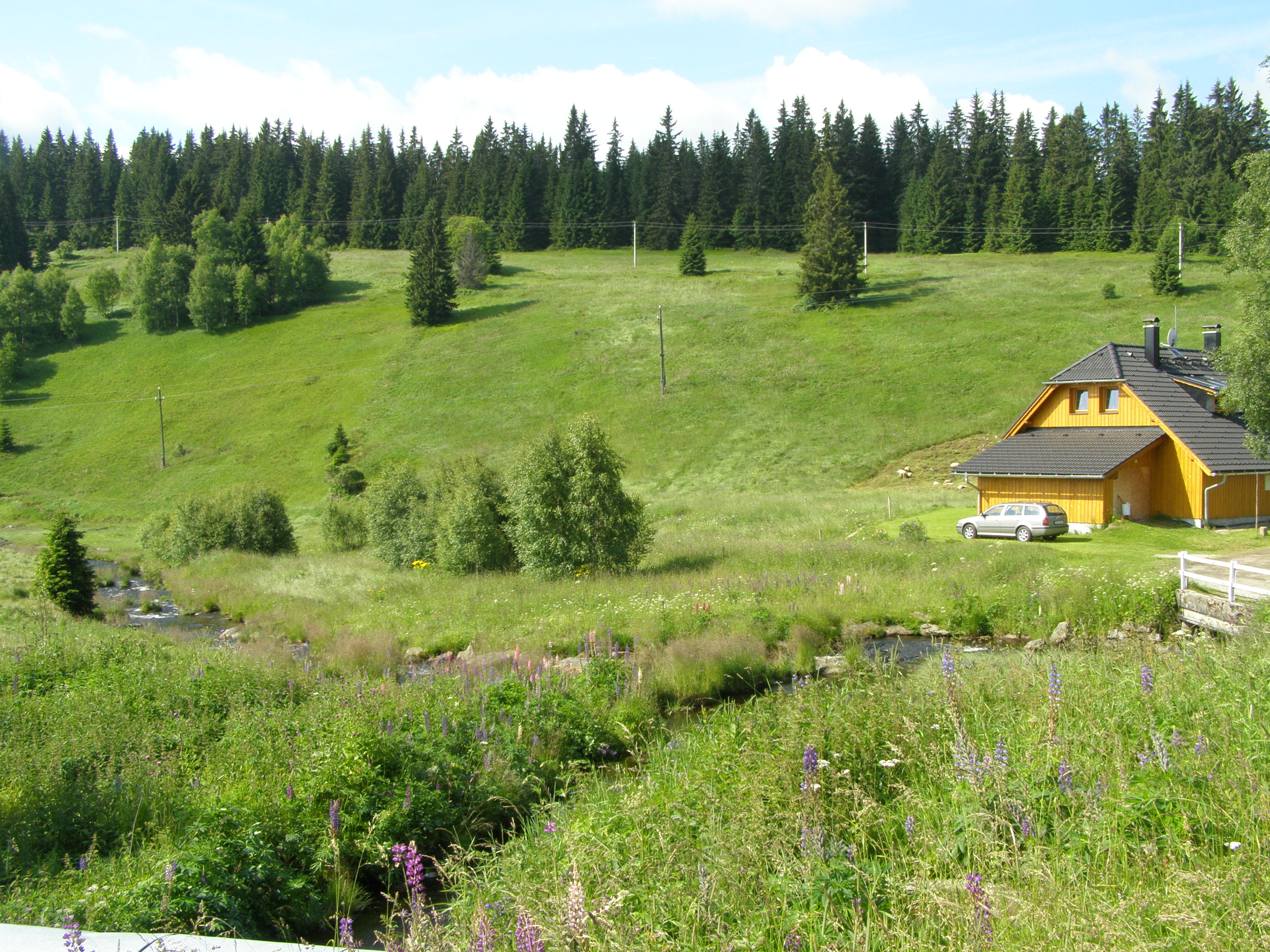
Soutok Kvildského potoka s Teplou Vltavu s mostkem (léto 2011)
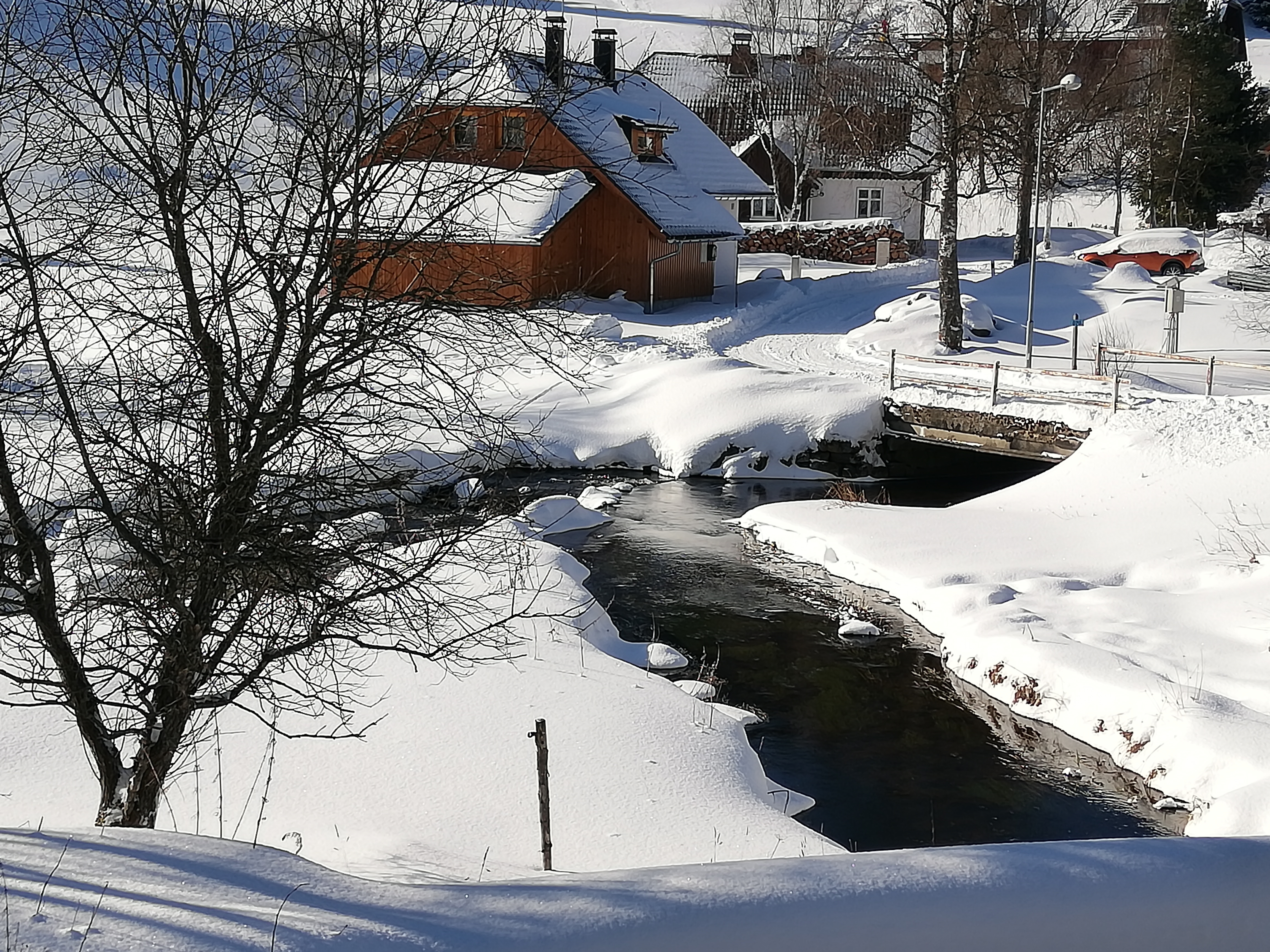
Soutok Kvildského potoka s Teplou Vltavu s mostkem (zima 2021)
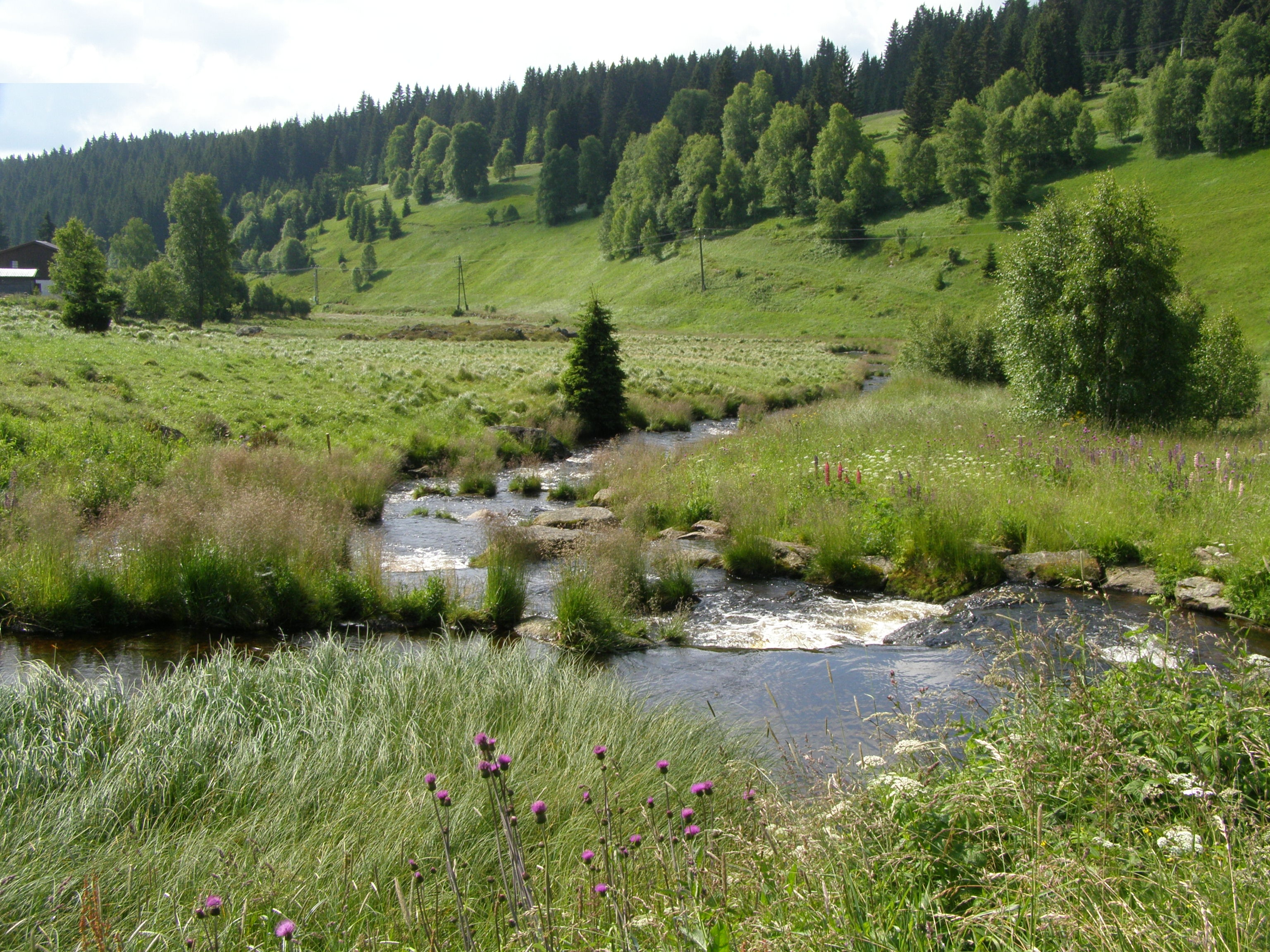
Soutok Kvildského potoka s Teplou Vltavu (léto 2011)
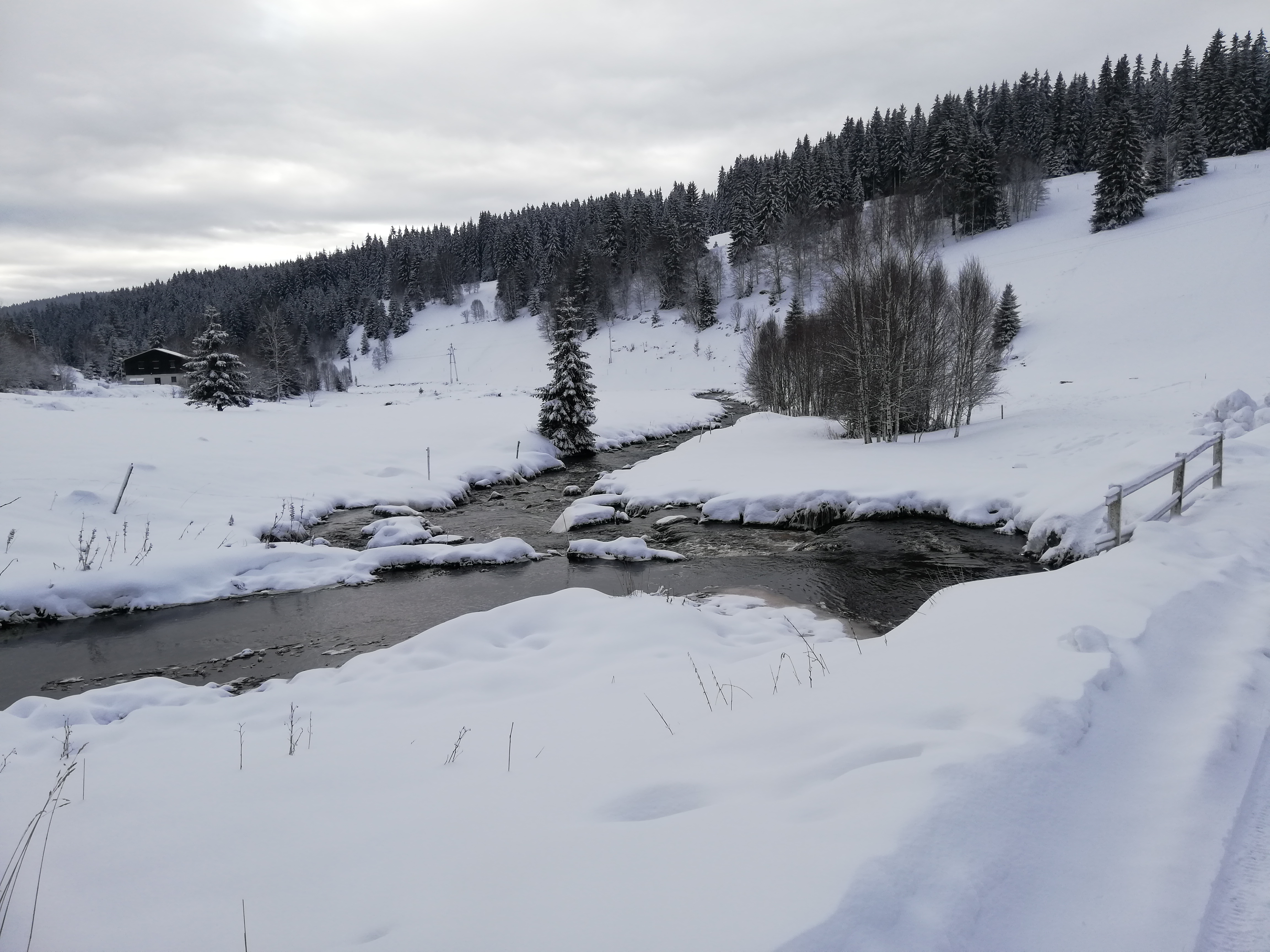
Soutok Kvildského potoka s Teplou Vltavu (zima 2021)
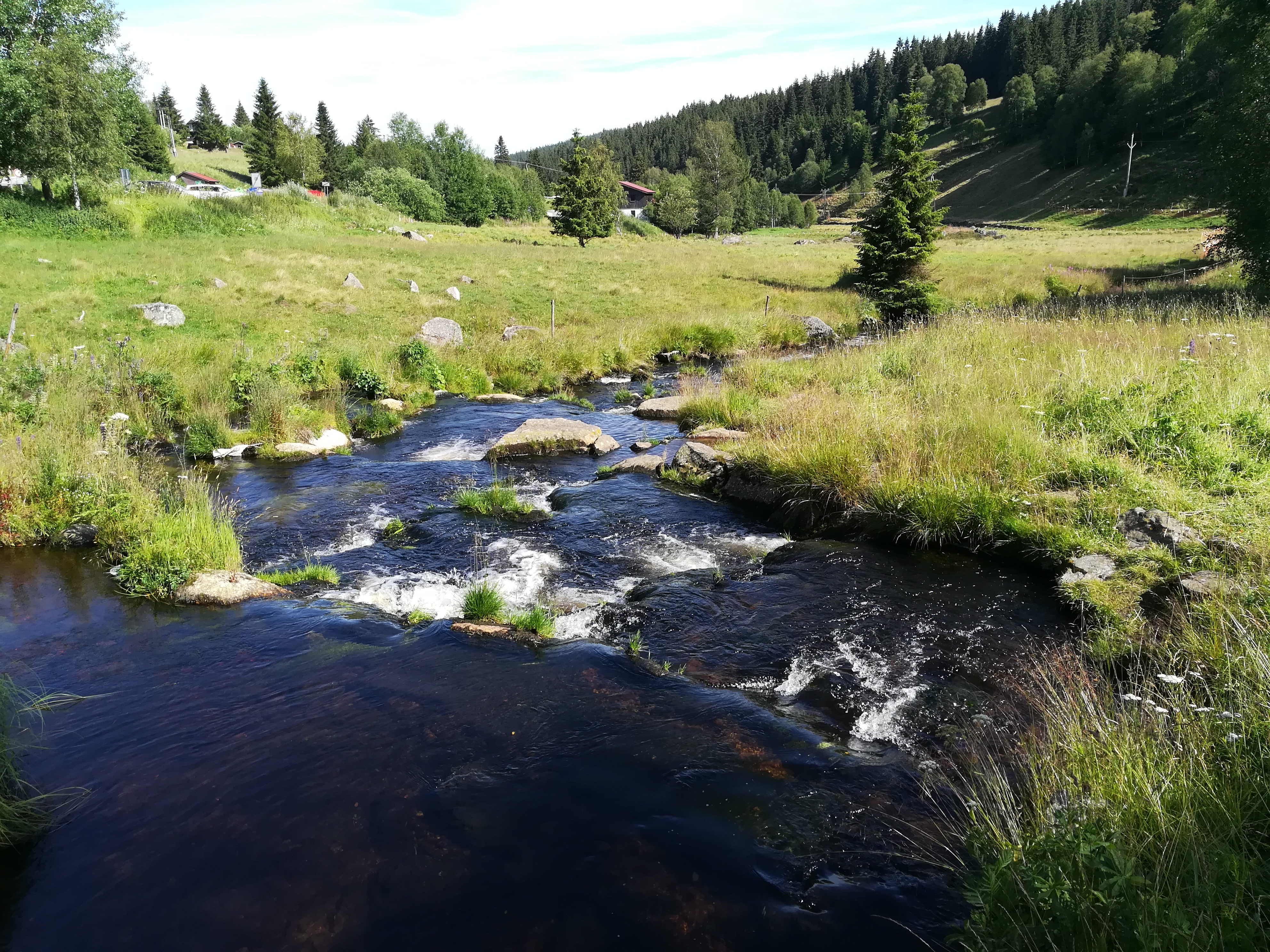
Pohled na Teplou Vltavu v místě soutoku s Kvildským potokem (2020)
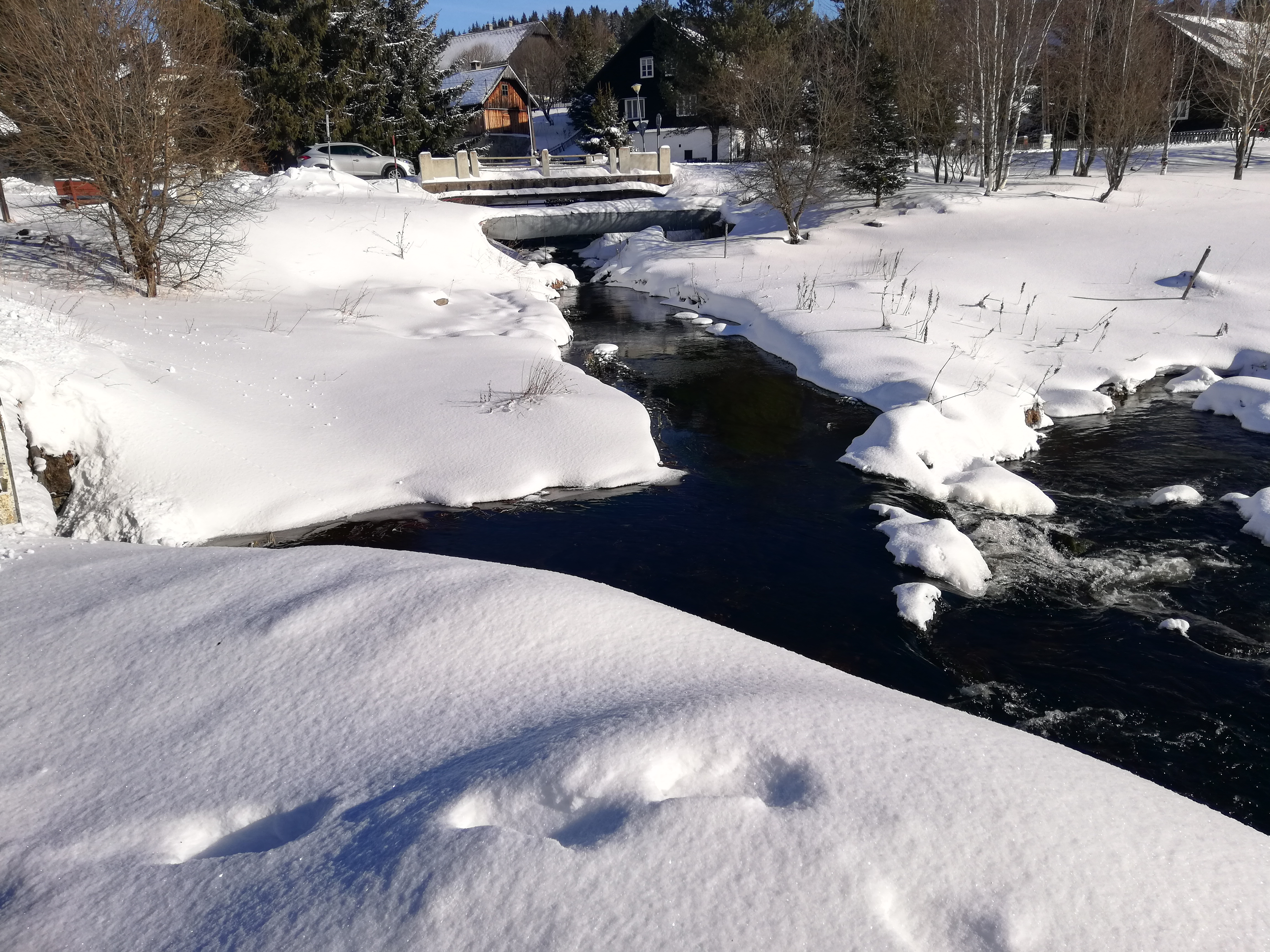
Soutok Kvildského potoka s Teplou Vltavu (zima 2021)